# Springer Mountain

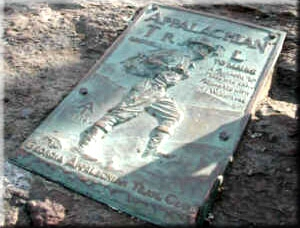
Placă metalică istorică de marcare a drumului Appalachian Trail

Springer Mountain are altitudinea de 1.152 m deasupra n.m. și este situat în Parcul Național Chattahoochee-Oconee (Chattahoochee-Oconee National Forest), masivul Blue Ridge Mountains din comitatul Fannin County statul Georgia, SUA. El este punctul terminal sudic al drumului turistic Appalachian Trail.